# Тимонов, Иван Васильевич
Иван Васильевич Тимонов (1879—1937) — иерей, священномученик, местночтимый святой Украинской православной церкви.

## Биография
Родился 23 июня 1879 года в слободе Чернянка Курской губернии (ныне — районный центр в Белгородской области, Россия). Служил в селе Кочеток около Чугуева. 17 октября 1937 года арестован и приговорен к смертной казни. Расстрелян 16 декабря 1937 года в Харькове.

## Канонизация
22 июня 1993 года Определением Священного Синода Украинской Православной Церкви принято решение о местной канонизации подвижника в Харьковской епархии, в Соборе новомучеников и исповедников Слободского края (день памяти — 19 мая (1 июня)).
Чин прославления подвижника состоялся во время визита в Харьков 3—4 июля 1993 года Предстоятеля Украинской Православной Церкви Блаженнейшего Митрополита Киевского и всея Украины Владимира, в кафедральном Благовещенском соборе города.